# Metriorhynchus
A Metriorhynchus a hüllők (Reptilia) osztályának Thalattosuchia alrendágába, ezen belül a Metriorhynchidae családjába tartozó fosszilis nem.

## Leírása
A Metriorhynchus 160-150 millió évvel élt ezelőtt, a középső jura korban.
A Metriorhynchus 3 méteres hosszával rövidebb volt, mint a mai krokodilok. Áramvonalas testével és hosszú, erős farkával könnyen és ügyesen úszott a vízben. Farka végén egy függőleges uszony fejlődött ki. Lábai is uszonyokká alakultak. Úszás közben oldalirányban mozgott, mint a krokodilok. Az állat a szárazföldi krokodilból fejlődött ki.
A Metriorhynchus zsákmánya majdnem mindenféle víziállat lehetett: a lassan mozgó ammoniteszek és ősi fejlábúak, a hatalmas Leedsichthys problematicus, sőt a repülő pteroszauruszok is, amelyeket röptükben kapott el. Amikor pteroszauruszra vadászott, az állat csak az orrát dugta ki a vízből, figyelve, közeledik-e az áldozat. Ha arra tévedt egy pteroszaurusz, a Metriorhynchus erős farkával meghajtotta magát, kiszökve a vízből és elkapva zsákmányát. A pteroszzaurusnak nem volt menekülése, ha már egyszer e vízi ragadozó állkapcsai közé került.
Bár ügyes vadász volt, a Metriorhynchus védtelen volt más nagyobb vízi hüllőkkel szemben, mint például a Liopleurodon. A modern krokodilokkal ellentétben, a Metriorhynchus elvesztette páncélzatát, hogy gyors úszó lehessen. Annyira alkalmazkodott a tengeri élethez, hogy a szárazra csak párosodni és tojást rakni jött ki. A szárazon nem tudott jól mozogni, ezért a tojás rakás után, mindjárt visszatért a vízbe. A fiatalok maguktól keltek ki, és veszélyekkel teli utat tettek meg a partól a tengerig.

## Rendszerezés
A nembe az alábbi 2 faj tartozik:
- Metriorhynchus geoffroyii von Meyer, 1832 - típusfaj
- Metriorhynchus superciliosus de Blainville, 1853